# بهادر فیروز
بهادر فیروز با نام دوّم کهندل مهرگان، متولد ۱۳۰۸، فرزند شاهزاده عبدالحسین میرزا فرمانفرما از متموّلین تراز اول ایران و عزت‌الدوله دختر مظفرالدین شاه بود.
وی برای تحصیل به پاریس فرستاده شد و مدرک کارشناسی ارشد خود را در رشتهٔ علوم سیاسی از فرانسه دریافت نمود.
او اختلاف کمی با پدرش عبد الحسین میرزا داشت و بر خلاف میل او در زمان دانشجویی با دختری فرانسوی ازدواج کرد و اولین فرزندش را در سال ۱۳۱۹ در همانجا به دنیا آورد.
او به دلیل همین اختلافات یک بار نام خانوادگی خود را به قره نژاد و سپس به مهرگان تغییر داد
وی بیشتر دارایی‌هایش را به برادران خود بخشید و اکثر باقی‌مانده نیز توسط دولت مصادره گردید.
با اینکه هیچ علاقه‌ای به سیاست نداشت در ۱۳۲۰ همزمان با جریانات جنگ جهانی دوم به ایران بازگشت و همسرش پس از به دنیا آوردن فرزند دوم به نام محمّد، دار فانی را وداع گفت
سپس همسر دیگری اختیار نمود و دیگر فرزندان وی عبارت اند از اسماعیل، مریم و منیژه.
او در سال ۱۳۸۵ در تهران فوت کرد و پیکر وی در بهشت زهرای تهران به خاک سپرده شد.